# Dziwna
La Dziwna (en allemand Dievenow) est un bras de mer de 32 km de long qui relie la baie de Poméranie à la lagune de Szczecin. Elle sépare l'île de Wolin du reste de la Pologne.

## Source
- (en) Cet article est partiellement ou en totalité issu de l’article de Wikipédia en anglais intitulé « Dziwna » (voir la liste des auteurs).